# Грусланов, Владимир Николаевич
Влади́мир Никола́евич Грусла́нов (1894, Темир-Хан-Шура, Российская империя — 1980, Ленинград, СССР) — советский писатель, участник Первой мировой, Гражданской и Великой Отечественной войн, обладатель полного банта Георгиевских крестов.

## Биография

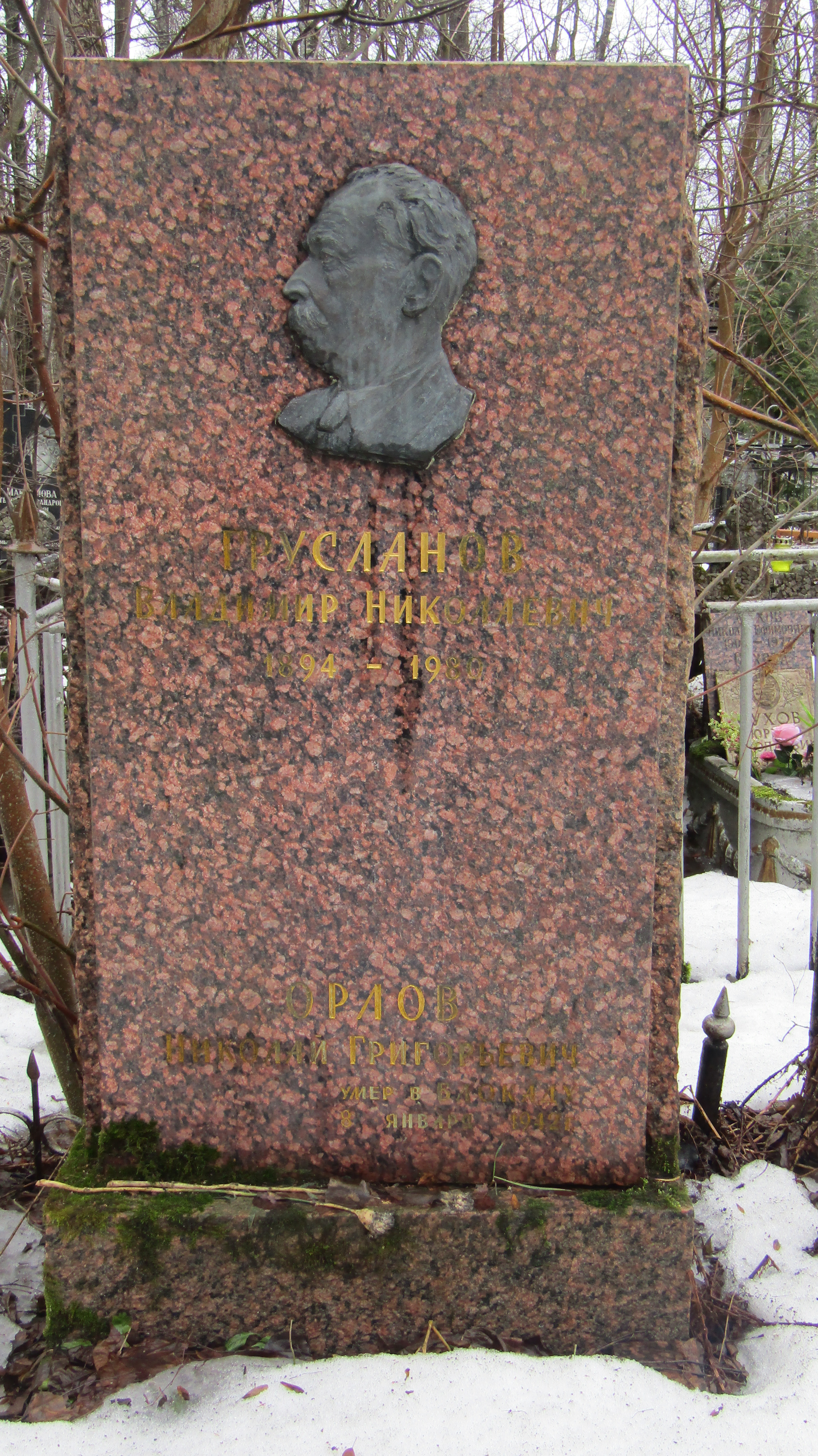
Могила Грусланова В.Н. Серафимовское кладбище, Санкт-Петербург.

Родился в семье крестьян, недавно ставших рабочими. Отец — кумык, мусульманин из Темир-Хан-Шуры, мать — кубанская казачка. В раннем детстве лишился родителей, воспитывался сначала у тётки, затем в детском доме.
Окончил городское училище, работал на шахтах, был маляром, занимался рытьём колодцев.
После начала Первой мировой войны добровольцем ушёл на фронт, где служил в полковой разведке в Кавказских казачьих войсках. Неоднократно награждался, был произведён в подпрапорщики [уточнить]. Среди наград была и серебряный кавказский кинжал с надписью «Лихому разведчику Георгиевскому кавалеру младшему уряднику 3-го Сунженско-Владикавказского казачьего полка Владимиру Грусланову от сотника князя А. Алиева. Дербент, 25 декабря 1916 г.».
В 1917 году был избран членом полкового комитета, вступил в РСДРП, был избран членом военно-революционного комитета 4-й армии.
В 1918 году вступил добровольцем в Красную Армию, продолжал службу командиром конной разведки. Участвовал в боях с Деникиным, Махно и Петлюрой в бригаде Г.Котовского. Награждён саблей в серебряной оправе с надписью: «За советскую власть. В память от бойцов и командиров. 1920 год».
В 1920 году Грусланов оказался в Петрограде. Здесь он принёс в недавно созданный Музей Великой Октябрьской социалистической революции боевые карты, плакаты, экземпляры военных газет, которые немедленно были выставлены для обозрения и привлекли большое внимание посетителей. Это положило начало основному занятию Грусланова. Он увлёкся историей, занялся собирательством, искал новые материалы и старые реликвии, организовывал музеи. В 1922 году уволен из РККА.
Член ВКП(б) с 1929 года.

Капитан Владимир Грусланов с бойцами батареи на торжественной церемонии отправки Знамени Победы в Москву. На груди Грусланова награды СССР и четыре Георгиевских креста.
Берлин, парк Тиргартен, май 1945.

Однажды он сам рассказал на встрече с рабочими:

Реликвии славного прошлого помогают понять связь нового со старым, уяснить, что побуждало наших предков на подвиги и свершения во имя отчизны, взять на вооружение лучшее из их опыта, укрепить веру в силу и возможности человека.

После начала Великой Отечественной войны Грусланов, как и в 1914 году, идёт добровольцем на фронт. Служил политруком артиллерийской батареи. Принимал участие в боях при обороне Ленинграда, освобождении Прибалтики, Польши, штурме Берлина. Был трижды ранен — в 1941, 1942, 1943.
Приказом ВС 67 Армии Ленинградского фронта №: 55/н от: 23.10.1942 года  комиссар батареи 93-го отдельного пулеметно-артиллерийского батальона политрук Грусланов награжден медалью «За боевые заслуги»  за уничтожение и подавление во время боев на Невской Дубровке 17 огневых точек противника.
Приказом по 16 Ур от 12.1943 года награжден медалью «За оборону Ленинграда».
Приказом ВС Ленинградского фронта №: 10/н от: 20.04.1945 года помощник начальника исторического отдела Артиллерийского исторического музея Красной армии старший лейтенант Грусланов награжден орденом Красной Звезды.
После окончания войны он трудился научным сотрудником артиллерийского музея в Ленинграде, затем директором военно-исторического музея им. А. С. Суворова. Занялся писательской деятельностью, посвящённой в основном его кумиру: Александру Васильевичу Суворову, при этом продолжая по всей стране поиски исторических реликвий и передавая их на хранение в музеи.
Был известным в Ленинграде коллекционером: бонистом и библиофилом.

## Творчество
Владимир Грусланов — автор нескольких книг о Александре Васильевиче Суворове, большинство из которых он написал в соавторстве с еще один поклонником великого полководца Михаилом Лободиным. Их книга «Шпага Суворова» выдержала пять изданий.
И в этой и в других книгах Грусланов описывал многие случаи из своей жизни, из своих поисков исторических реликвий. Так, в книге рассказов «Дорогие реликвии» он описывал, как покупал в Петрограде книги на вес вскоре после окончания Гражданской войны и выискивал среди них редкие издания, как в Чите ему подарили пакет с книгами и свёрток с реликвиями ссыльных декабристов, как искал бумажник Кутузова, как ещё в годы Первой мировой в ходе разведрейда за границу на полу брошенного дома он обнаружил в самодельном кожаном переплёте «Кобзарь» Тараса Шевченко.

## Музейная деятельность
Всего за свою жизнь Владимир Грусланов передал на хранение в музеи страны более тридцати тысяч экспонатов. Только Музею Великой Октябрьской социалистической революции было передано около 10 тысяч исторических документов, фотографий и предметов, в том числе около 200 революционных, боевых и трудовых знамён.
Помимо пополнения коллекций существующих музеев Грусланов занимался и их созданием: он принимал активнейшее участие в восстановлении после Великой Отечественной войны военно-исторического музея А. В. Суворова в Ленинграде, в создании суворовских музеев в других городах:
- Музей Суворова в Измаиле;
- Музей Суворова в селе Тимановка Винницкой области;
- Музей Суворова в Очакове;
- Музей Суворова в селе Кончанское-Суворовское Новгородской области.
- Историко-краеведческий музей в Новой Ладоге.

Ещё в июне 1928 года при активном участии Грусланова начал деятельность передвижной музей при клубе Октябрьской железной дороги, в котором были представлены обширные коллекции денежных знаков времён гражданской войны и революции. В музее демонстрировались сами денежные знаки и облигации, а также технология производства купюр и монет, наглядно демонстрировался принцип работы сберегательных касс.
Примечательно, что свою деятельность Грусланов не прекращал даже в ходе Великой Отечественной войны, так музей в селе Кончанское-Суворовское был открыт осенью 1942 года, его первыми посетителями были бойцы Волховского фронта, а его первая экспозиция, созданная Груслановым и первым директором музея Тамарой Федосьевной Поповой, действовала до 1958 года.

## Награды
- Орден Красной Звезды
- Медаль «За боевые заслуги» (23.10.1942)
- 4 Георгиевских креста
- 2 наградные шашки.